# François Bourbotte
François Bourbotte (Loison-sous-Lens, 1913. február 24. – Beaurains, 1972. december 15.) francia válogatott labdarúgó, edző.

## Sikerei, díjai

### Játékosként
- Lille OSC
  - Francia első osztály bajnoka: 1945-46
  - Francia kupa: 1946